# Карой Кош
Карой Кош (угор. Kós Károly; 16 грудня 1883, Темешвар, Австро-Угорщина — 25 серпня 1977, Клуж-Напока, Румунія) — угорський архітектор, письменник, ілюстратор, етнолог та політик.

## Біографія

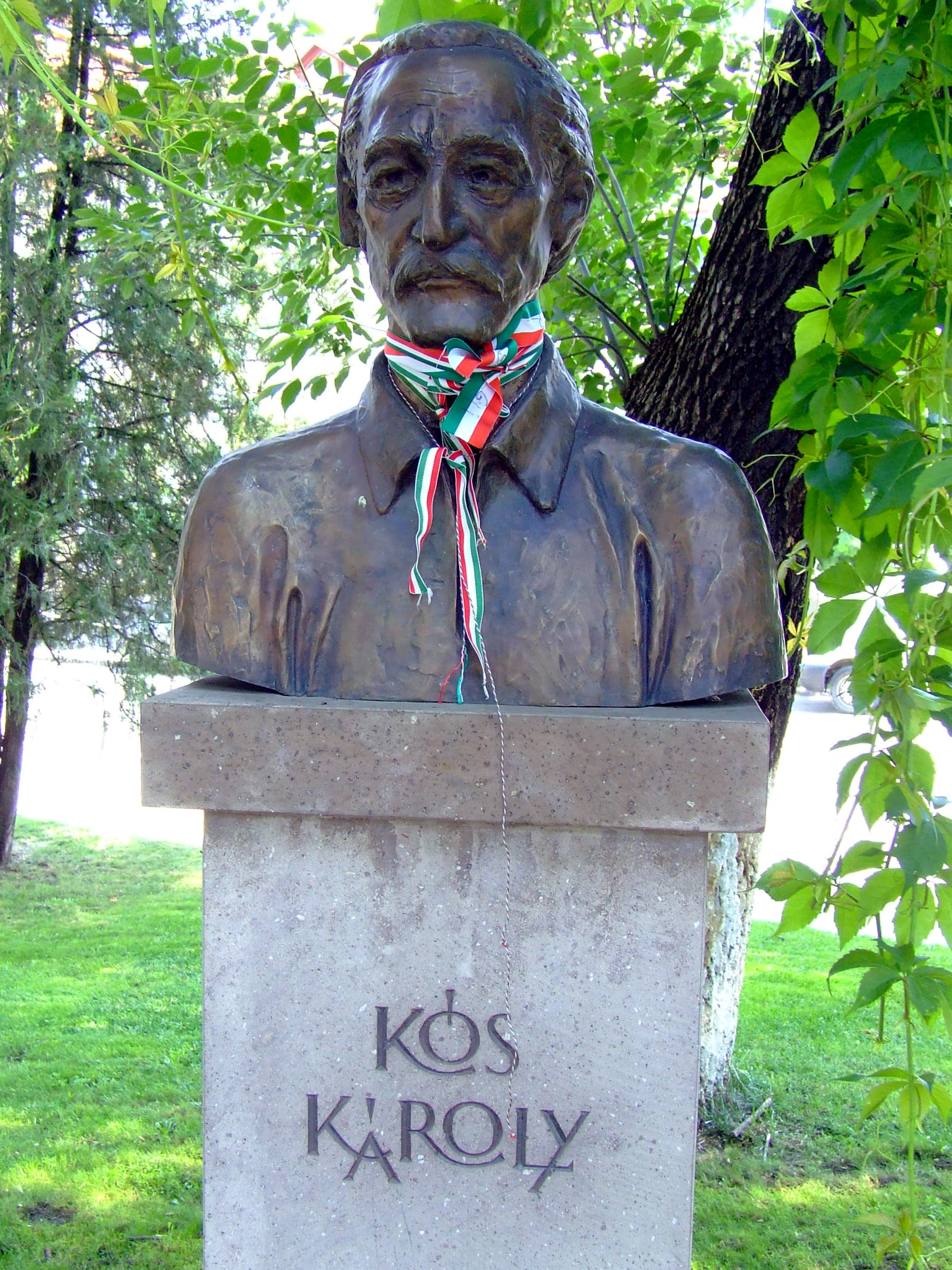
Пам'ятник Кошу в Одорхею-Секуєск

Народився в Темешварі, Австро-Угорщина, але закінчив Будапештський університет технології та економіки за спеціальністю інженерія. 1907 року закінчив Будапештську архітектурну школу. Ще під час навчання мав інтерес до історичної та традиційної народної архітектури, відвідавши в навчальних цілях Секейську землю.
1909 року за проєктом Коша була побудована церква у селі Зебегень та парафіяльне приміщення в Обуді, а 2010 року — Будапештський зоопарк. Після 1910 року був автором проєктів церкви в Колосварі та лікарні в Сфинту-Георге. На той момент був під впливом Віденської сецесії та модерну.
1914 року з початком Першої світової війни переїхав до Алмашу. З 1917 по 1918 рік перебував на навчанні у Стамбулі. 1918 року був запрошений викладати у Коледж прикладного мистецтва у Будапешті, але відмовився, оскільки хотів переїхати назад до Трансильванії.
Згодом почав політичну кар'єру, визнавши адміністрацію Румунського королівства. Був один із засновників Трансильванської народної партії 1921 року та згодом Мадярської партії Румунії. Він також був редактором партійної газети «Vasárnap».
1924 року разом з кількома друзями заснував видавничий дім «Erdélyi Szépmíves Céh». З 1931 року працював редактором «Erdélyi Helikon» та керівником гільдії Міклоша Барабаша.
1944 року його будинок було пограбовано, тому він переїхав до родини в Клуж. Там працював директором Трансильванської економічної асоціації. Як політичний діяч, був президентом Угорського народного союзу, а потім був членом Палати депутатів Румунії (1946—1948).
До 1953 року працював викладачем у Клузькому сільсько-господарському коледжі, будучи деканом у 1945 році. З 1948 по 1949 рік також був дописувачем у журналі «Világosság». Помер 1977 року в Клужі.

## Архітехтурні проєкти Коша
- 1908—1910

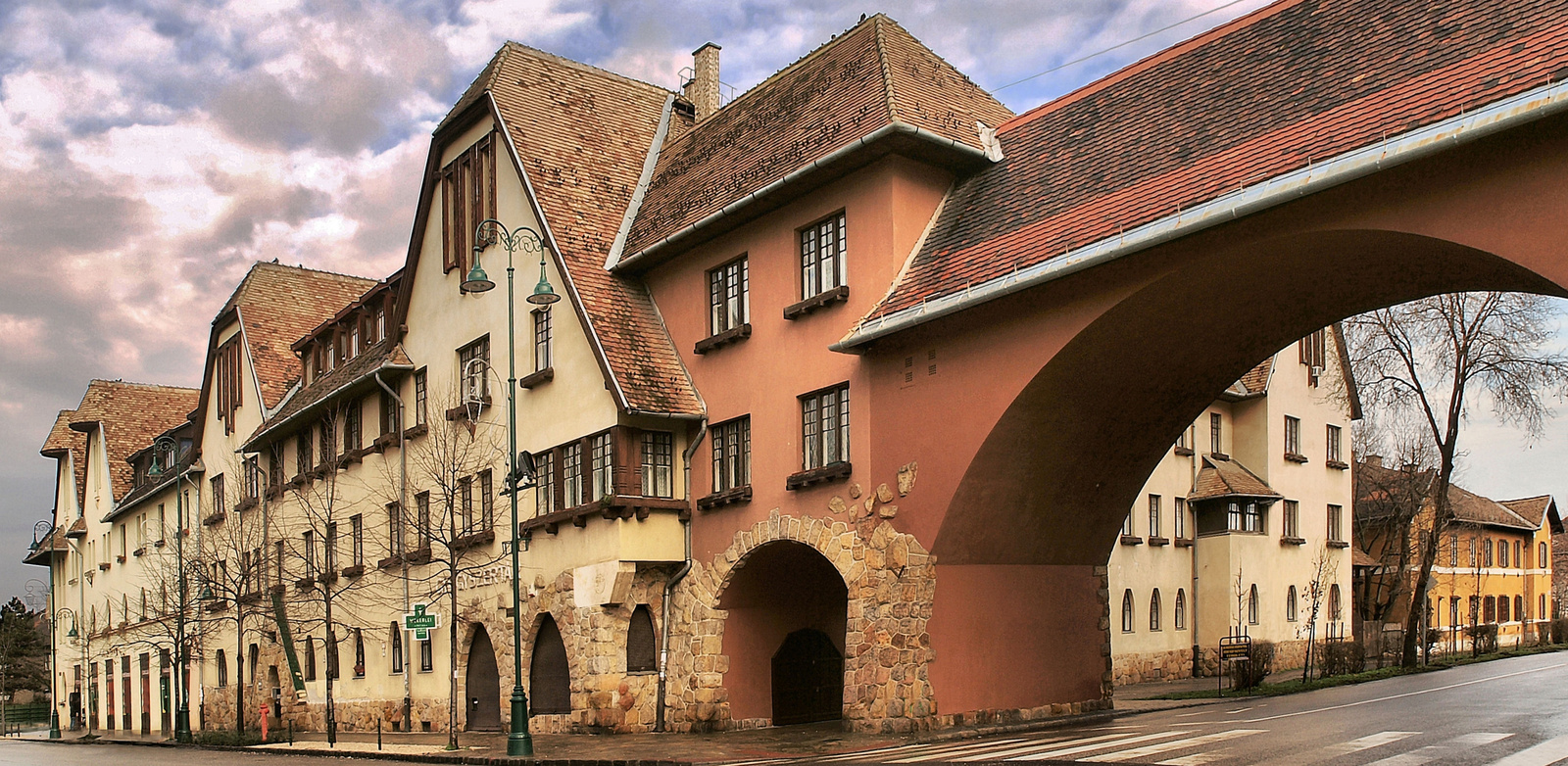
Район Wekerletelep, Будапешт

  - Реформована парафіяльна церква, Обуда
  - Католицька церква Зебегень
  - Зоопарк, Будапешт
  - Будинок Коша, Стана

- 1910—1913
  - Вулиця Варосмайор, Будапешт
  - Район Wekerletelep, Будапешт
  - Секейський національний музей, Сфинту-Георге
  - Церква з півнем, Клуж-Напока

- 1930—1950
  - Будинок Коша, Мішкольц
  - Виставковий зал, Клуж-Напока
  - Реставрація будинку короля Матіаса, Клуж-Напока
  - Молочний зал, Бачу

## Романи
- Varjú nemzetség (1925)
- A Gálok (1930)
- Országépítő (1934)